# Smaragdina oblongum
Smaragdina oblongum – gatunek chrząszcza z rodziny stonkowatych i podrodziny Cryptocephalinae.
Gatunek ten opisany został w 2009 roku przez Igora K. Łopatina.
Chrząszczo ciele długości 5,4 mm, w obrysie wydłużonym z równoległymi bokami. Głowa czarna z czterema nasadowymi członami czułków pomarańczowymi. Czwarty człon czułków lekko poprzeczny, kolejne silnie poprzeczne. Punktowanie czoła głębokie i pomarszczone, ciemienia rzadkie i bardzo drobne. Przedplecze pomarańczowe, 1,9 razy szersze niż dłuższe, rzadko punktowane, o kątach tylnych szeroko zaokrąglonych. Tarczka czarna, wyniesiona, w części nasadowej głęboko punktowana. 1,16 raza dłuższe niż szersze, pomarańczowe, płytko punktowane pokrywy są lekko przewężone za guzami barkowymi, dalej rozszerzone, a u wierzchołków wąsko zaokrąglone.
Owad znany tylko z Junnanu w Chinach.